# 2016年リオデジャネイロパラリンピックのボスニア・ヘルツェゴビナ選手団
2016年リオデジャネイロパラリンピックのボスニア・ヘルツェゴビナ選手団（2016ねんリオデジャネイロパラリンピックのボスニア・ヘルツェゴビナせんしゅだん）は、2016年9月7日から9月18日までブラジルのリオデジャネイロで開催された2016年リオデジャネイロパラリンピックボスニア・ヘルツェゴビナ選手団の名簿。

## 選手団
- 人員: 選手 14人

## メダル獲得者
| メダル   | 名前     | 競技                     | 種目 | 日付（現地） |
| -------- | -------- | ------------------------ | ---- | ------------ |
| 銀メダル | 男子代表 | シッティングバレーボール | 男子 | 9/18         |

## 種目別選手・スタッフ名簿及び成績

### 陸上競技
- ジェヴァド・パンジッチ（男子砲丸投げ F54/55 車いす）10.09m 9位
- ジェニタ・クリツォ（女子砲丸投げ F54 車いす）5.47m 自己ベスト 7位

### シッティングバレーボール
- 男子  銀メダル
  - サフェト・アリバシッチ
  - ニザム・チャンチャル
  - サバフディン・デラリッチ
  - ミルゼット・ドゥラン
  - イスメット・ゴディニャク
  - ジェヴァド・ハムジッチ
  - エルミン・ユスフォビッチ
  - ベニス・カドリッチ
  - アドナン・ケスメル
  - アドナン・マンコ
  - アシム・メディチ
  - アルミン・セヒッチ